# Tawahineh
Tawahineh (tiếng Ả Rập: طواحينة) là một ngôi làng Syria nằm ở Abu al-Duhur Nahiyah ở huyện Idlib, Idlib. Theo Cục Thống kê Trung ương Syria (CBS), Tawahineh có dân số 624 trong cuộc điều tra dân số năm 2004.